# Zaldívar
Zaldívar (em castelhano) ou Zaldibar (em basco) é um município da Espanha na província da Biscaia, comunidade autónoma do País Basco, com 11,84 km² de área. Em 2021 tinha 3 038 habitantes (densidade: 256,6 hab./km²).

## Demografia
| Variação demográfica do município entre 1991 e 2004 | Variação demográfica do município entre 1991 e 2004 | Variação demográfica do município entre 1991 e 2004 | Variação demográfica do município entre 1991 e 2004 |
| --------------------------------------------------- | --------------------------------------------------- | --------------------------------------------------- | --------------------------------------------------- |
| 1991                                                | 1996                                                | 2001                                                | 2004                                                |
| 3152                                                | 3050                                                | 2877                                                | 2894                                                |